# ミッシェル・エルブラン
エルブラン（英称：HERBELIN）は、フランスの高級腕時計メーカーである。旧称はミッシェル・エルブラン（英称：MICHEL HERBELIN）。
創業者であるミッシェル・エルブランの「長く愛用できる時計を全ての人へ」が掲げた時計づくりのコンセプトは、現在に至るまで受け継がれている。

## 歴史
1947年、創業者のミッシェル・エルブランによってフランスのシャルクモンにて設立された。1988年、ファーストモデルニューポート・コレクションを発表。以後このコレクションはミッシェル・エルブランのブランドアイコンとなった。
2008年、ダイバーズウォッチラインとしてニューポート・トロフィー・グランドスポーツを発表した。2018年、トロフィー・コレクションを発表。
2022年12月1日を以て、ブランド名を「エルブラン」に変更した。

## 代表モデル

### ニューポート
1988年に発表された時計モデルである。時計のデザインの中でもケース・ベゼルは舷窓からインスピレーションを得たとされている。ラグのデザインは、舷窓の蝶番をモチーフにしている。
1990年代には、ファーストモデルの成功もあり、メンズモデルだけでなくレディースモデル、クォーツ、自動巻き式のモデルまで幅広いラインナップが加わった。
2008年、新しいダイバーズウォッチラインとしてニューポート・トロフィーグランド・スポーツが発表された。
2018年、ニューポート誕生30周年を記念して、3本のリミテッドモデルが発表された。

### トロフィー
2018年に発表された時計モデルである。スポーティカジュアルなデザインが特徴であり、30気圧防水のダイバーズウォッチとなっている。